# 南洋興発
南洋興発株式会社（なんようこうはつ、英語: Nanyo Kohatsu Kabushiki Kaisha）は、第一次世界大戦後に大日本帝国の委任統治領となった南洋群島サイパン島において、1920年代に東洋拓殖株式会社と実業家の松江春次が中心になって設立した企業。第二次世界大戦終結時のポツダム宣言の受諾に伴い、1945年9月30日に閉鎖機関に指定されて解散した。

## 概要
南洋興発は、満洲を拠点とした南満洲鉄道に対して南洋諸島を舞台に発展したため、「海の満鉄」と呼ばれるほか、「北の満鉄、南の南興」と並称されることもある。南洋庁や日本海軍と密接な関係を持ち、南洋庁長官は南洋群島の統治に強い影響力を持つ南洋興発を「群島と興発会社は共存共死、一蓮托生の関係」と評した。

## 沿革

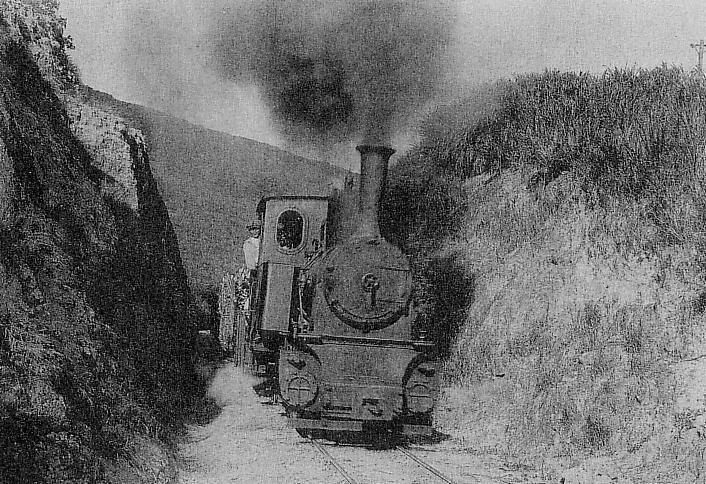
サイパン島で運行されていた「シュガートレイン」

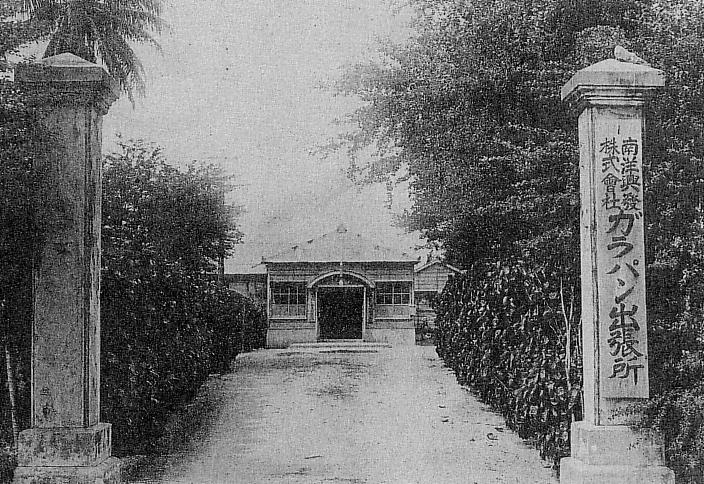
南洋興発ガラパン出張所

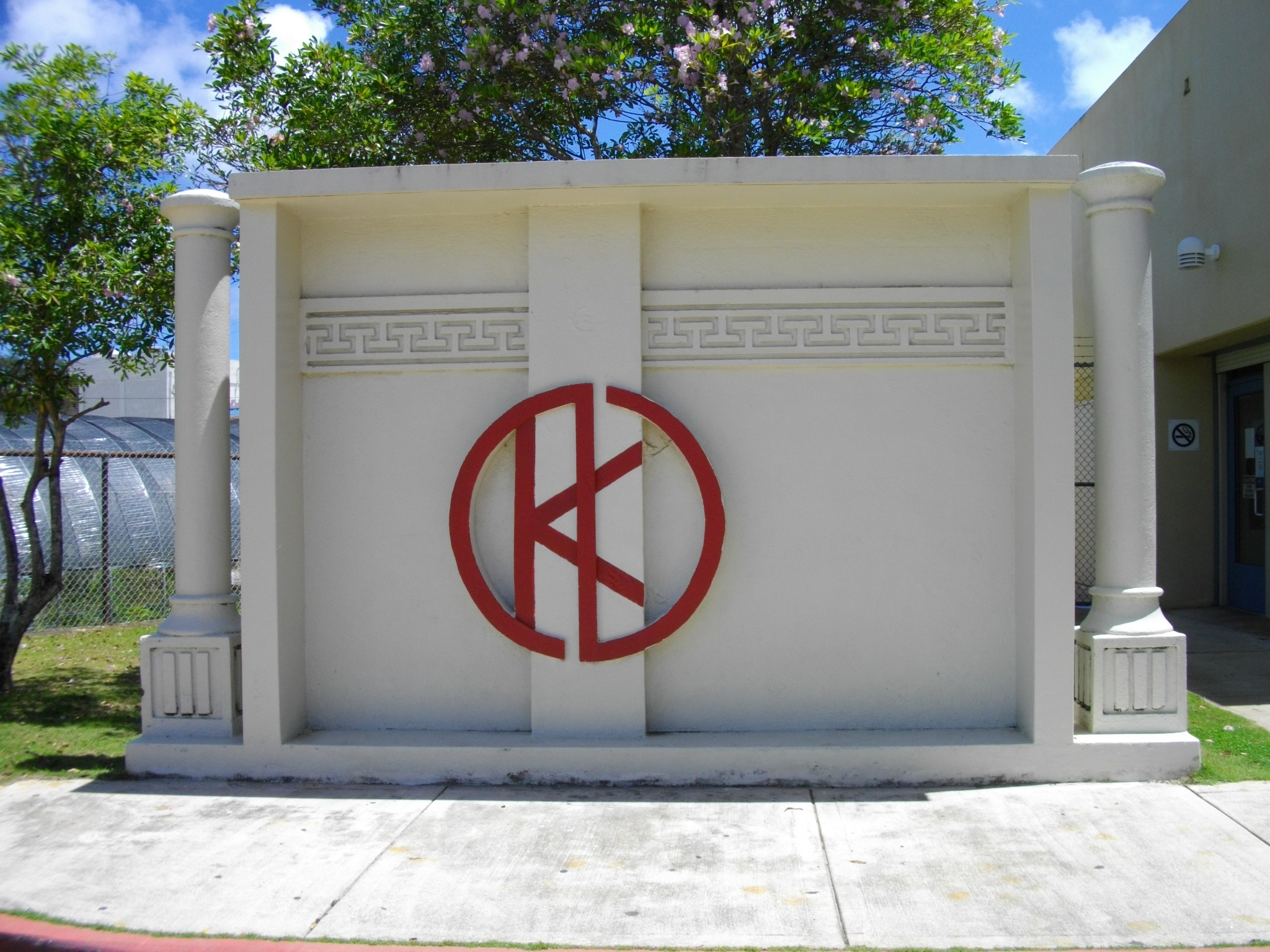
現在のチャランカノア郵便局の敷地に残る南洋興発の社章が付いている塀

### 設立の経緯
第一次世界大戦のドイツ帝国敗戦により、南洋の旧ドイツ領を国際連盟・委任統治領として日本が統治することになった。これを契機として日本内地の資本が次々と進出するが、大戦後の恐慌の影響を受けて初期の進出会社は経営に行き詰まった。
1920年に南洋殖産、1921年には西村拓殖が倒産した。そして、後には従業員である約1,000人の移民が取り残された。残された労働者は飢餓に苦しみ、土着の住民の主要な食糧であるヤシがカイガラムシによる虫害を受け、彼らも食糧難に襲われていた。これらの2社の倒産の同時期に、日本内地と台湾で製糖業に携わっていた松江春次は、移民の救済と南洋での製糖業の将来性を主張していた。これらの失業者の救済と南洋開発のため、松江春次を中心に設立されたのが南洋興発である。

### 南洋興発の設立
南洋群島の統治を受任した日本が直面する国際的な社会問題を解決するため、松江に白羽の矢が立てられる。設立時の資本金の約70%を東洋拓殖とその子会社が出資、松江春次を初めとする社員と技術者が内地・台湾の製糖会社から招致された。
1922年に、松江は西村拓殖を買収して南洋興発を立ち上げ、南洋殖産のサイパン島、テニアン島における権利と事業を継承した。設立に際し、ドイツ製の最新の製糖機が導入され、50km近い鉄道路が敷設された。南洋殖産、西村拓殖の元従業員1,000人に加え、沖縄県からの約2,000人の移民が従業員として雇用された。経営方針として、日本本国、特に沖縄県の無産農民を導入した開拓の推進と、日本経済の南方への進出が掲げられた。
1923年よりサイパン島の製糖工場が稼働するが、オサゾウムシによる虫害、サトウキビを運搬する鉄道路の不備が会社を悩ませた。また、同年に発生した関東大震災により、東京に蔵置していた製品の砂糖が焼失する被害を受ける。先行きの見えない経営のため、内地からは南洋群島の開発の可能性を疑問視する「南洋群島放棄論」も呈された。ジャワ品種のサトウキビの導入による虫害の撲滅、輸送状況の改善により、1925年から経営は好転する。1925年に南洋興発の工場で9,000トンの砂糖が生産され、1935年には68,000トンにまで増加する。南洋庁は南洋興発に製糖事業を独占させ、耕作地の貸与に始まり砂糖の出荷に終わる工程では制度面・資金面において厚い保護を受けた。
製糖業の中心地であるサイパン島とテニアン島のジャングルは開拓されて工場・農場に変わり、道路・軽便鉄道が敷設された。1932年の南洋庁の歳入は約482万円であり、うち約309万円を南洋興発からの出港税が占めていた。

### 1930年代後半以降
サイパン島とテニアン島での製糖事業に成功した南洋興発は順調に発展を続け、松江はさらなる事業の拡大を試みる。南洋興発は外領にも事業を広げ、1931年にオランダ領ニューギニア島、1937年にセレベス島（スラウェシ島）とティモール島に進出した。
1935年、日本政府が実施した移民政策に従って南洋興発はミクロネシアの主要な島々に施設を建設、パラオ島にパイナップルの缶詰工場、ポンペイ島に澱粉精製の工場が建てられた。1930年代後半から欧米諸国の日本への警戒心が高まると、民間企業である南洋興発には従来以上に積極的な外南洋への進出が求められるようになる。
太平洋戦争の開戦後、南洋興発は海南島、グアム島、ジャワ島などの占領地の統治に関与する。1942年、南洋興発は南洋貿易（NBK）と合併し、事業分野を拡大する。しかし、南洋群島の地力の低下に伴う砂糖の減産、軍需産業への労働力の提供は、会社にとって重い負担となる。戦争の激化に伴い、南洋諸島はアメリカ軍の占領下に置かれ、南洋興発の事業所も壊滅的な被害を受けた。1944年にマリアナ諸島でマリアナ地区軍民協定が締結され、南洋興発は軍に全能力を提供するが、アメリカ軍の上陸・占領により施設・従業員の両方に多大な被害を受け、会社の機能は事実上停止する。
終戦後、1945年9月30日、GHQは日本政府に対し「植民地銀行、外国銀行及び特別戦時機関の閉鎖」に関する覚書を交付。この覚書に基づき、他の特殊会社とともに即時閉鎖（閉鎖機関）が決定、解散した。1954年に閉鎖機関指定は解除されたが、南洋興発の経営が再開されることは無かった。南洋貿易は1950年、元南洋興発社長であった栗林徳一により再建された。

## 事業内容

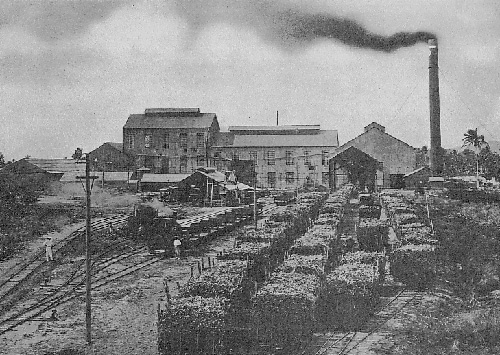
サイパン島の製糖工場

当初の主たる事業は製糖事業であったが、1930年代から事業を水産業、農園業、酒造から鉱業、油脂工業、交通運輸業、貿易業に至るまで拡張し南洋における最大の企業となった。南洋群島に移住した日本人の多くが南洋興発、および南洋興発に関連する仕事に従事し、南洋興発は日本人移民の招致と定着に貢献した。初期は熱帯地方での重労働に耐性があり、サトウキビの栽培経験があると考えられていた沖縄・八丈島出身者を積極的に受け入れていた。1930年代半ばまでに賃金や労働条件を巡る南方出身者によるストライキが頻発すると、福島県・山形県出身者を積極的に受け入れたが、なおも現場での労働で沖縄出身者は必要不可欠な役割を果たしていた。
最終的には従業員・関係者は約48,000人と満鉄に匹敵する規模の大会社に成長した。1934年以降のサイパン島、テニアン島の日本人人口は現地住民の10倍以上に増加し、1930年代半ばまでに南洋興発の従業員数は南洋群島の全人口の約半分を占めるようになっていた。1932年から1933年にかけては、南洋興発は日本海軍の依頼を受け、国際連盟理事会が定めた委任統治条項（4条：域内では陸海空軍の根拠地、築城の建設を禁止する）を回避するため、「南洋興発第一農場」という名の軍用機の飛行場を建設した。
1942年の南洋貿易の併合後は製糖業、酒精・酒造、鉱業、水産業、農園、運輸交通、油脂工業、貿易業を展開し、20数社の傍系企業を有していた。

## 製糖所等の所在地

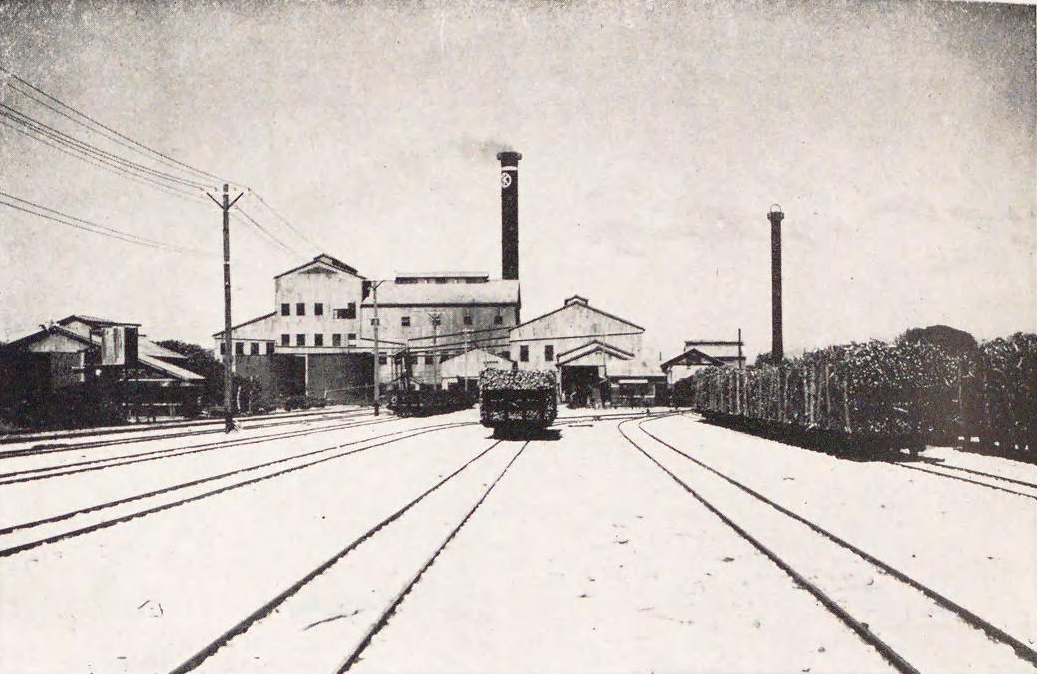
テニアン製糖所

- テニアン製糖所時事年鑑昭和14年版 - 時事新報社（1938年）、833頁（巻末の広告）より

| 製糖所等           | 場所                                        | 現在地                   |
| ------------------ | ------------------------------------------- | ------------------------ |
| 本社               | 南洋サイパン島チヤランカノア                | 北マリアナ諸島           |
| サイパン製糖所     | 南洋サイパン島チヤランカノア                | 北マリアナ諸島           |
| テニアン製糖所     | 南洋テニアン島テニアン                      | 北マリアナ諸島           |
| ロタ製糖所         | 南洋ロタ島ソンソン                          | 北マリアナ諸島           |
| ポナペ澱粉製造所   | 南洋ポナペ島マタラニユウム                  | ミクロネシア連邦         |
| ペリリユウ採礦所   | 南洋ペリリユウ島                            | パラオ、ペリリュー州     |
| パラオ水産事務所   | 南洋パラオ島マラカル                        | パラオ、コロール州       |
| ニユーギニア事務所 | オランダ領ニューギニア、マノクワリ          | インドネシア、西パプア州 |
| 大阪出張所         | 大阪市西區西道頓堀通五ノ四                  | 当時                     |
| 下關出張所         | 下關市岬町三〇                              | 当時                     |
| 東京事務所         | 東京市麹町區内幸町一ノ二 東拓ビルディング内 | 当時                     |

## 傍系会社と主たる事業地

### 南洋群島内事業会社
- 南貿汽船 - 群島内
- 海洋殖産 - パラオ
- 南方産業 - パラオ
- 南洋石油 - パラオ
- 南洋船渠 - パラオ
- 南洋交通 - トラック諸島（チューク諸島）
- 南洋毎日新聞社 - パラオ

### 海外事業会社
- 南洋興発合名 - オランダ領ニューギニア
- SAPT - ティモール島
- 南太平洋貿易 - セレベス島
- マニラ醸造 - フィリピン
- 東印度水産 - セレベス島
- マカッサル水産 - セレベス島
- 日本真珠 - アラフラ海

### 内地事業会社
- 東京測機 - 東京
- 興亜航空工業 - 東京
- 興亜航空木工 - 東京
- 興亜木工 - 東京
- 栗林商会 - 室蘭
- 三上倉庫運輸（現 釧路倉庫） - 釧路
- 三ッ輪運輸 - 釧路

## 事業地域
- マリアナ諸島
  - サイパン島
  - テニアン島
  - ロタ島
- ニューギニア島
- セレベス島（スラウェシ島)
- ティモール島

## 関連文献
- 小菅輝雄 編 編『南洋興発株式会社 興発記念砂糖になるまで』（復刻版）小菅輝雄、1999年2月。
- 武村次郎『南興史 南洋興発株式会社興亡の記録』南興会、1984年5月。